# 三太号

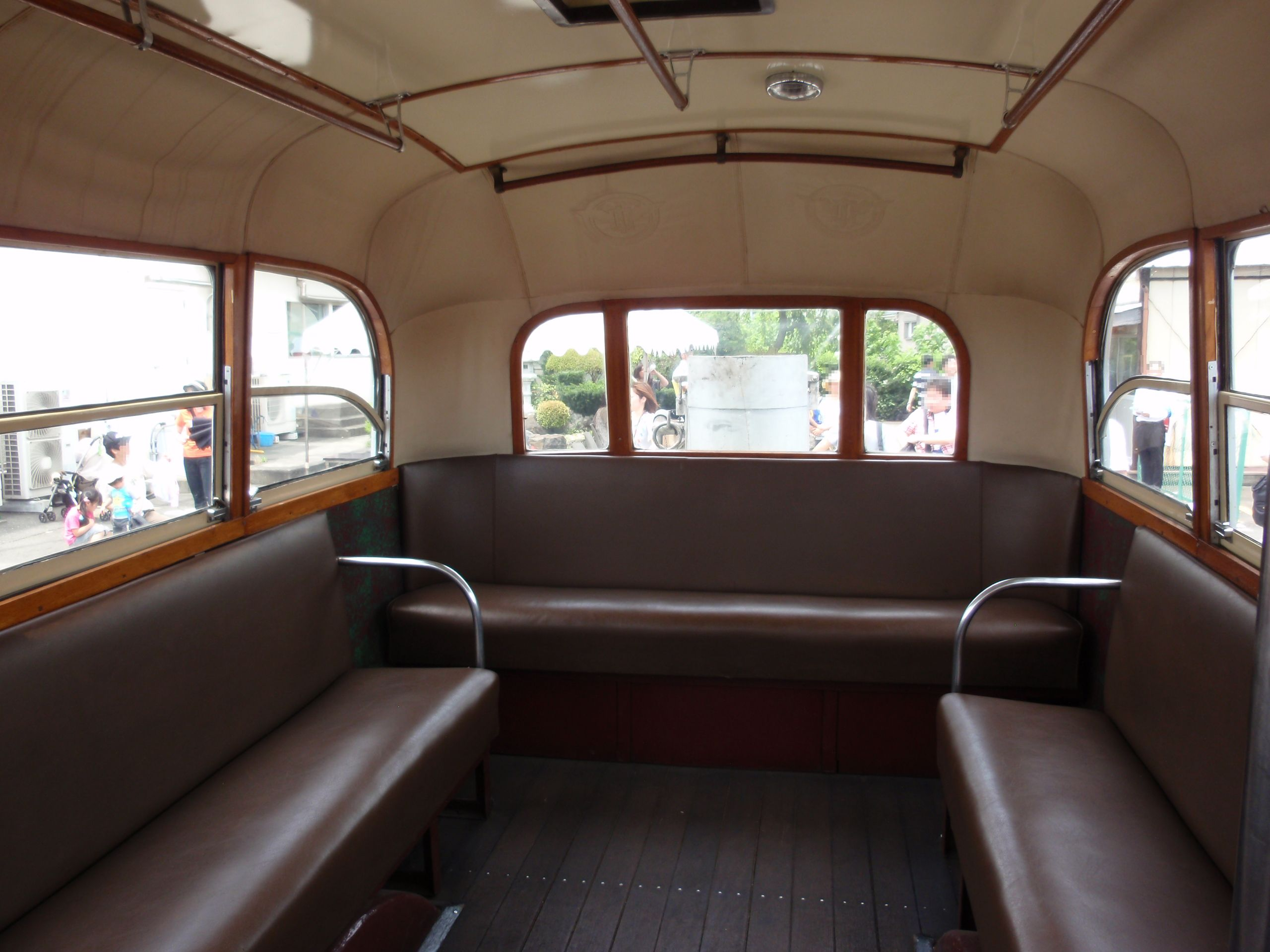
車内

三太号（さんたごう）は、神奈川中央交通（神奈中）が保有するバス車両の愛称である。

## 概要
神奈中が1981年に会社創立60周年を迎えることを機に、第二次世界大戦中に使用されていたバスを復元したもので、石油代用燃料を使用した自動車（代燃車）である。燃料統制下でガソリンが使用できなかった時代や、その劣悪な環境下でもバスを走らせた先人の苦労を伝えることが目的とされている。
復元以来、本社総務部が管理し、通常は厚木営業所で保管されている。ガス発生源となる燃料に薪を使用していることから、同社ではまきバスとも呼称している。

### 名称の由来
青木茂原作（1946年発表）の児童小説で、1950年から日本放送協会で子供向けラジオドラマとして放送されて人気を博した「三太物語」が名称の由来である。この作品は実際に代燃車が活躍していた当時の道志川流域を舞台とし、三太少年とその周囲の人々の姿を描いている。津久井郡（当時）一帯は神奈中の路線エリアであり、作中の人物たちが神奈中のこうした代燃車バスに乗っていたであろうこと、また素朴で健やかな三太少年のイメージが神奈中のイメージと合致するとのことから、復元された代燃車に「三太」の名が付けられた。

## 沿革
復元にあたり、トヨタ・FS型トラックをベースとし、山形県の消防署で1979年まで使用されていた消防車（1950年式）のボンネットとシャーシを使用することになり、ホイールベースを4メートルに延長した上、後輪はダブルタイヤに変更された。延長したシャーシに架装する車体については、日本国有鉄道橋本工場製の車体を架装した日産180型（1950年式）の廃車体が長野県内で物置として使用されていたため、これを使用することになった。
本復元車のガス発生装置については、技術者の記憶により図面を作成し、鈑金加工によって新製された。エンジンについては、ベースシャーシに装備されていたF型エンジンを使用したが、キャブレターを切替式とすることで、ガソリンでも走行できるようにした。
1981年6月に復元が完了し、仮ナンバーで走行の上神奈中の沿線各地で巡回展示が行なわれた。同年8月には東京・神田の交通博物館で展示も行なわれ、その後も戦中・戦後をテーマとしたイベントなどで年数回程度は沿線外でも展示されることがあった。1989年に公開された映画「黒い雨」でも当時のバスとして使用されているほか、1988年に公開されたアニメーション映画「となりのトトロ」においても、本車両をモデルとしたされるバスが登場しているが真意は不明である。
しかし、1990年になると、エンジンの第6シリンダーのシリンダーブロックに亀裂が生じたほか、ガス発生装置の寿命があり、自走が難しい状態となった。折りしも翌1991年は神奈中の創立70周年を迎える年であり、故障箇所を修復の上再度巡回展示を行なう方針が決まり、1991年2月に更新が行なわれた。
ガス発生装置のうち、発生炉については内側から錆が生じていたため、再度新製された。発生炉以外の部分については劣化は見られなかったため、そのまま流用されることになった。エンジンのトラブルについては、シリンダーの内径をボーリングにより拡大の上、スリーブを挿入することで対処した。電気関係の機器も一部交換された。塗装も再度更新され、1991年6月から7月にかけて、創立70周年記念行事として沿線各地で展示された。また、1992年に北海道中央バスが創立50周年記念車両として代燃車を製作する際には、ガス発生装置について「三太号」を参考にしている。
しかし、エンジンそのものも走行距離3万キロ程度でオーバーホールが必要なところを、1991年時点ですでに走行距離は5万キロに達しており、老朽化が進んでいた。また、電装品が6ボルト仕様となっており、6ボルトの大容量バッテリーの入手が困難で、またバッテリーを12ボルトに交換すると、電装品も全て12ボルト仕様に交換することになり、車両本来の姿が損なわれる。
このような状況から、2001年の時点では自走はできない状態になっていた。通常は非公開であるが、2007年10月に海老名市で行なわれた小田急ファミリー鉄道展での展示など、イベントでの展示などが行なわれることがある。
2023年10月、同社によれば「およそ10年ぶり」に薪を燃やしてエンジンを始動し、営業所敷地内を自走。その様子はYouTubeの同社チャンネルで公開された。
前述のように、ガソリンでも走行可能な仕様となっているが、現在は老朽化等の理由でキャブレターを取り外しており、ガソリンでの走行不可能である。
なお、復元以来実際にガソリンで走行したことはない。